# The J.M. Smucker Company
The J.M. Smucker Company är ett amerikanskt multinationellt livsmedelsföretag som tillverkar och säljer djurfoder, drycker, flingor, fruktkonserver, glass, jordnötssmör, juicer, kaffe, kondenserad mjölk, mjöler, nötter, saltgurkor, siraper, smaktillsatser, smörgåsar, snacks, såser och vegetabiliska fetter på de nordamerikanska marknaderna.
För 2015 hade de en omsättning på omkring $7,8 miljarder och tillgångar på nästan $16 miljarder samt en personalstyrka på 6 910 anställda. Huvudkontoret ligger i Orrville i Ohio.